# Adaptations des romans de James Oliver Curwood
Les romans et nouvelles de l'écrivain américain James Oliver Curwood sont régulièrement adaptés au cinéma ou en série télévisée.

## Au cinéma
(liste exhaustive)

### RomanKazan
- 1921 : Kazan, film muet américain de Bertram Bracken, avec  Jane Novak, Ben Deeley.
- 1949 : Kazan, film américain de Will Jason, avec Stephen Dunne, Lois Maxwell.

### RomanLes Chasseurs d'or
- 1949 : Trail of the Yukon, film américain de William Beaudine, avec Kirby Grant, Suzanne Dalbert.
- 1952 : Yukon Gold, film américain de Frank McDonald et William Beaudine, avec Kirby Grant, Chinook, Martha Hyer.

### RomanNomades du Nord
- 1920 : Nomads of the North, film américain de David Hartford, avec Lon Chaney, Lewis Stone.
- 1961 : Nomades du Nord (Nikki, Wild Dog of the North), film américano-canadien de Jack Couffer et Don Haldane, avec Jean Coutu, Émile Genest.
- 1983 : Nomades du Nord (ru), film soviétique réalisé par Igor Antonovitch Negreskou [1].

### RomanLes Chasseurs de loups
- 1926 : The Wolf Hunters, film muet américain de Stuart Paton, avec Robert McKim, Virginia Brown Faire.
- 1934 : L'Héritage du chercheur d'or (titre québécois : La Mine d’or perdue), western américain de Robert N. Bradbury, avec John Wayne.
- 1949 : The Wolf Hunters, film américain de Budd Boetticher.

### RomanLe Bout du fleuve
- 1920 : Les Deux Cicatrices (The River's End), film muet américain de Victor Heerman et Marshall Neilan, avec Lewis Stone, Marjorie Daw, Jane Novak.
- 1930 : River's End, film américain de Michael Curtiz, avec Charles Bickford, Evalyn Knapp.
- 1940 : River's End, film américain de Ray Enright, avec  Dennis Morgan, Elizabeth Inglis.

### RomanLa Fugitive
- 1920 : The Courage of Marge O'Doone, film muet américain de  David Smith, avec Pauline Starke, Niles Welch.

### RomanRapide-Éclair
- 1938 : La Grande Débâcle (Call of the Yukon), film américain de B. Reeves Eason, John T. Coyle, avec Richard Arlen, Beverly Roberts.
- 1951 : Yukon Manhunt, film américain de Frank McDonald, avec Kirby Grant, Chinook.

### RomanPhilippe Steele de la police montée
- 1925 : Steele of the Royal Mounted, film muet américain de David Smith, avec Bert Lytell, Stuart Holmes.

### RomanLes Cœurs les plus farouches
- 1920 : Isobel or The Trail's End, film muet américain d'Edwin Carewe, avec House Peters, Jane Novak.

### RomanLe Grizzly
- 1988 : L′Ours, film franco-américain de Jean-Jacques Annaud, avec Tchéky Karyo, Jack Wallace.

### RomanBari, chien-Loup
- 1925 : Dick le vengeur (Baree, Son of Kazan), film muet américain de David Smith, avec Anita Stewart, Donald Keith.

### RomanL'Instinct qui veille
- 1927 : Sur la piste blanche (Back to God's Country), flm muet américain d'Irvin Willat, avec Renée Adorée, Robert Frazer.
- 1953 : Le Justicier impitoyable (Back to God's Country), film américain de Joseph Pevney, avec Rock Hudson, Marcia Henderson, Steve Cochran.

### RomanLa Piste dangereuse
- 1917 : Danger Trail, film muet américain de Frederick A. Thomson, avec H. B. Warner, Violet Heming, Lawson Butt.

### RomanGod's Country and the Woman
- 1916 : God's Country and the Woman, film muet américain de Rollin S. Sturgeon, avec William Duncan, Nell Shipman, George Holt.
- 1921 : God's Country and the Law, film muet américain de Sidney Olcott, avec Fred C. Jones, Gladys Leslie.
- 1937 : La Loi de la forêt (God's Country and the Woman), film américain de William Keighley, avec George Brent, Beverly Roberts.

### RomanGod's Country--Trail to Happiness
- 1946 : God's Country (), film américain de Robert Emmett Tansey, avec Robert Lowery, Helen Gilbert.

### RomanL'Homme de l'Alaska
- 1924 : Le Vainqueur (The Alaskan), film américain muet de Herbert Brenon, avec Thomas Meighan, Estelle Taylor.

### RomanFleur du Nord
- 1921 : The Flower of the North, film américain muet de David Smith, avec Henry B. Walthall, Pauline Starke.

### RomanLa Vieille Route de Québec
- 1925 : The Ancient Highway, film muet américain d'Irvin Willat, avec Jack Holt, Billie Dove.

### RomanLa Vallée du silence
- 1922 : Le Mystère de la Vallée Blanche (The Valley of Silent Men), film muet américain de Frank Borzage, avec Alma Rubens, Lew Cody, Joe King.

### NouvelleWapi, the Walrus
- 1919 : L'Instinct qui veille (Back to God's Country), film muet canadien de David Hartford, avec Nell Shipman, Charles Arling. Les cinéastes Ernest Shipman et David Hartford l'adapteront avec l'auteur J. O. Curwood qui en écrira le scénario et participera à la production.
- 1927 : Sur la piste blanche (Back to God's Country) d'Irvin Willat (film muet américain, avec Renée Adorée et Robert Frazer).

### NouvelleThe Man from Ten Strike
- 1923 : La Folie de l'or (Gold Madness), film muet américain de Robert Thornby, avec Guy Bates Post, Cleo Madison.

### NouvelleThe Test
- 1935 : L'Épreuve (The Test), film américain de Bernard B. Ray, avec Grant Withers, Grace Ford, Monte Blu, Rin Tin Tin Jr.

### NouvelleThe Girl Who Dared
- 1919 : Le Dédit (Paid in Advance), film muet américain d'Allen Holubar, avec Dorothy Phillips, Joseph W. Girard, Lon Chaney.

### NouvelleThe Fiddling Man
- 1917 : L'Auberge du Signe-du-Loup (Her Fighting Chance), film muet américain d'Edwin Carewe, avec Jane Grey, Thomas Holding, Percy Standing.

### NouvelleWheels of Fate
- 1935 : Code of the Mounted, film américain de Sam Newfield, avec Kermit Maynard, Robert Warwick, Jim Thorpe.
- 1942 : Dawn on the Great Divide, film américain de Howard Bretherton, avec Buck Jones, Mona Barrie, Raymond Hatton.

### NouvelleIn the Tentacles of the North
- 1950 : Snow Dog, film américain de Frank McDonald, avec Kirby Grant, Chinook, Elena Verdugo.

### NouvelleRetribution
- 1950 : Timber Fury, film américain de Bernard B. Ray, avec David Bruce, Laura Lee, Nicla Di Bruno.

### NouvelleThe Midnight Call
- 1936 : Wildcat Trooper, film américain d'Elmer Clifton, avec Kermit Maynard, Hobart Bosworth, Fuzzy Knight.

### NouvelleFour Minutes Late
- 1935 : Northern Frontier, film américain de Sam Newfield, avec Kermit Maynard, Eleanor Hunt, Russell Hopton.

### NouvelleFootprints
- 1934 : The Fighting Trooper, film américain de Ray Taylor, avec Kermit Maynard, Barbara Worth, LeRoy Mason.

### NouvelleDuty and the Man
- 1913 : Duty and the Man, court-métrage muet américain d'Oscar Apfel, avec James Ashley, Gertrude Robinson, Charles Elliott.

### NouvelleTrail's End
- 1914 : In Defiance of the Law, court-métrage muet américain de Colin Campbell, avec Wheeler Oakman, Tom Mix.
- 1935 : Trails End, film américain d'Albert Herman, avec Conway Tearle, Claudia Dell, Fred Kohler.

### NouvellePeter God
- 1916 : The Destroyers, film muet américain de Ralph Ince, avec Lucille Lee Stewart, Huntley Gordon.

### NouvelleClover's Rebellion
- 1917 : Clover's Rebellion, film muet américain de Wilfrid North, avec Anita Stewart, Rudolph Cameron.

### NouvelleThe Quest of Joan
- 1918 : The Girl Who Wouldn't Quit, film muet américain d'Edgar Jones, avec Louise Lovely, Henry A. Barrows.
- 1926 : Prisoners of the Storm, film muet américain de Lynn Reynolds, avec House Peters, Peggy Montgomery.

### NouvellePeggy the Pirate
- 1918 : Such a Little Pirate, film muet américain de George Melford, avec Lila Lee, Theodore Roberts, Harrison Ford.

### NouvelleSkull and Crown
- 1932 : The Lone Trail, film américain de Forrest Sheldon et Harry S. Webb, avec Rex Lease, Virginia Brown Faire.
- 1935 : Skull and Crown, film américain d'Elmer Clifton, avec Rin Tin Tin Jr., Regis Toomey, Jack Mulhall.

### NouvelleJacqueline
- 1923 : Jacqueline, or Blazing Barriers, film muet américain de Dell Henderson avec Marguerite Courtot, Helen Rowland.

### Autres nouvelles adaptées
- The Wilderness Trail, adapté pour le film The Northern Trail (1921)
- God of Her People, adapté pour le film The Man from Hell's River (1922)
- The Poetic Justice of Uko San, adapté pour le film I Am the Law (1922)
- His Fighting Blood, adapté pour le film His Fighting Blood (1935)
- The Other Man's Wife, adapté pour le film My Neighbor's Wife (1925)
- The Coyote, adapté pour le film The Hawk (1935)
- Caryl of the Mountains, adapté pour le film Trails of the Wild (1935)
- Hell's Gulch, adapté pour le film Timber War (1935)
- Playing with Fire, adapté pour le film Song of the Trail (1936)
- The Man Hater, adapté pour le film Wild Horse Round-Up (1936)
- Fatal Note, adapté pour le film Phantom Patrol (1936)
- Game of Life, adapté pour le film Valley of Terror (1937)
- The Mystery of the Seven Chests, adapté pour le film The Silver Trail (1937)
- The Fifth Man, adapté pour le film Whistling Bullets (1937)
- Tragedy That Lived, adapté pour le film The Fighting Texan (1937)
- The Mystery of Dead Man's Isle, adapté pour le film Galloping Dynamite (1937)
- Getting a Start in Life, adapté pour le film Rough Riding Rhythm (1937)
- The Speck on the Wall, adapté pour le film Law of the Timber (1941)
- Red Blood of Courage, adapté pour le film The Red Blood of Courage (1935)
- Wilderness Mail, adapté pour le film Wilderness Mail (1935)
- His Fight, adapté pour le film Roaring Six Guns (1937)
- The Slaver, adapté pour le film The Slaver (1927)
- The Old Code, adapté pour le film The Old Code (1928)
- North of the Border, adapté pour le film North of the Border (1946)
- Husks, adapté pour le film Husks (1916)
- The Battle of Frenchman's Run, adapté pour le film The Battle of Frenchman's Run (1915)
- The Feudists, adapté pour le film The Feudists (1913)

## À la télévision

### RomanUn gentleman courageuxouLe Bord du lac
- 1994 : Aventures dans le Grand Nord, série télévisée. Figure dans le 1er épisode) adapté par Gilles Carle sous le titre L'Honneur des grandes neiges

### RomanBari, chien-Loup
- 1994 : : Aventures dans le Grand Nord, série télévisée. Figure dans le 2e épisode, adapté par Arnaud Sélignac sous le titre Northern passage ou Bari

### RomanLa Forêt en flammes
- 1995 : Aventures dans le Grand Nord, série télévisée. Figure dans le 5e épisode, adapté par Gilles Carle sous le titre Le Sang du chasseur

### RomanKazan
- 1995 : Aventures dans le Grand Nord, série télévisée. Figure dans le 3e épisode, adapté par Arnaud Sélignac

### RomanLes Chasseurs de loups
- 1995 : Aventures dans le Grand Nord, série télévisée. Figure dans le 4e épisode, adapté par René Manzor

### RomanLes Chasseurs d'or
- 1995 : Aventures dans le Grand Nord, série télévisée. Figure dans le 4e épisode, adapté par René Manzor

## Bande dessinée

### RomanLes Chasseurs d'or
- Jean-Michel Charlier et Jean Giraud se sont inspirés de ce roman pour un album de leur bande dessinée Blueberry : Le Spectre aux balles d'or

## Sources
- Bibliothèque nationale de France (catalogues)
- Adaptations cinématographiques des romans de J. O. Curwood